# Gnatholycosa
Gnatholycosa is een geslacht van spinnen uit de familie wolfspinnen (Lycosidae).

## Soorten
De volgende soorten zijn bij het geslacht ingedeeld:
- Gnatholycosa spinipalpis Mello-Leitão, 1940